# Província de Tumbes
Tumbes és una de les tres províncies del Perú que conformen el departament de Tumbes al nord del Perú. Limita al nord amb la província de Zarumilla, per l'est amb l'Equador i la província de Sullana i a l'oest amb la província de Contralmirante Villar i el golf de Guayaquil (oceà Pacífic). I pertany a la macroregió Norte del Perú.
L'antiga província de Tumbes s'escindí de la província de Paita. Va ser elevada el 1942 a la categoria de departament com a reconeixement al seu suport a les forces armades peruanes enfront dels equatorians després de la batalla de Zarumilla (juliol de 1941) que amb la consegüent signatura de l'Acta de Talara, antecessora del Protocol de Rio de Janeiro, va posar fi a la guerra. En aquestes instàncies l'antiga província va ser dividida a les tres províncies actuals incloent a la província de Tumbes amb les seves actuals dimensions.
La província està dividida en 6 districtes:
| Codi Ubigeo | Districte             | Població 2020 |
| ----------- | --------------------- | ------------- |
| 240101      | Tumbes                | 113.458       |
| 240102      | Corrales              | 25.679        |
| 240103      | La Cruz               | 10.679        |
| 240104      | Pampas de Hospital    | 7.578         |
| 240105      | San Jacinto           | 9.035         |
| 240106      | San Juan de la Virgen | 4.927         |
| Total       | Total                 | 171.356       |

Segons el Cens del 2017 la província té una població de 154.962 hab. i un estimat al 2020 de 171.356 hab.
Segons dades del Cens del 2007 el 84 % de la població de la província és catòlica, el 12% és membre d'alguna església evangèlica, el 2 % manifesta no professar cap religió, mentre que el 2 % diu professar alguna altra creença.
El representant de l'Església catòlica en aquesta província és el vicari general de Timbes pbro. Pedro Talledo Nizama Des del punt de vista jeràrquic de l'Església catòlica, forma part de la Vicaría foránes de Tumbes de l'Arquebisbat de Piura.

## Autoritats
- Consellers regionals
  - 2019 - 2022[3]
- # Antonio Manuel Espinoza Soriano (Moviment d'Inclusió Regional)
- # George Govver Díaz Cruz (Moviment Independent Regional Faena)
- # Johnson Alexis Santamaría Pupuche (Moviment Independent Regional Feina)
- # Ruddy Festes Girón (Partit Democràcia Directa)
- 2019 - 2022[4]
  - Alcalde : Carlos Jimy Silva Mena, del moviment independent Renovació Tumbesina.
  - Regidors :
- # José Manuel Gálvez Herrera (movimiento independiente Renovación Tumbesina)
- # Denis Rodríguez Mendoza (movimiento independiente Renovación Tumbesina)
- # Katherine Valdez Zapata (movimiento independiente Renovación Tumbesina)
- # Fredy Rosales Repte (movimiento independiente Renovación Tumbesina)
- # Aldo Jorge Clavijo Campos (movimiento independiente Renovación Tumbesina)
- # Rebeca Delgado Ramírez (movimiento independiente Renovación Tumbesina)
- # Sandra Purizaga García (movimiento independiente Renovación Tumbesina)
- # Robert Serge Dolmos Peña (Partit Unió pel Perú)
- # José Ramos Castro García (Partit Unió pel Perú)
- # José Eduardo Palomino García (Alianza para el Progreso)
- # Miguel Calle Castillo (movimiento independiente Reconstrucción con Obras más Obras para un Tumbes bello.)